# Кадук жовточеревий
Кадук жовточеревий (Myrmotherula sclateri) — вид горобцеподібних птахів родини сорокушових (Thamnophilidae). Мешкає в Бразилії, Перу і Болівії. Вид названий на честь британського орнітолога Філіпа Склейтера.

## Опис
Довжина птаха становить 8-9 см, вага 8-10 г. Верхня частина тіла в самця чорна. поцяткована жовтуватими смугами, крила чорні з двома білими смугами. Горло і нижня частина тіла жовтувата. Забарвлення самиці подібне до забарвлення самця, нижня частина тіла в неї жовтувата, на грудях чорні смужки.

## Поширення і екологія
Жовточереві кадуки поширені в Амазонії. Вони мешкають на сході Перу (на південь від Амазонки і на схід від Укаялі), в Бразилії (на схід до річки Шінгу і на південь до північного Мату-Гросу), а також на північному заході і північному сході Болівії (Пандо, північ Ла-Пасу, північний схід Санта-Круса. Жовточереві кадуки живуть в амазонській сельві і варзейських лісах на висоті до 550 м над рівнем моря.